# Oberamt Windsbach
Das Oberamt Windsbach war eines von den 15 Verwaltungsgebieten des Fürstentums Ansbach.

## Geschichte
Das Amt Windsbach gehörte ursprünglich zur Burggrafschaft Nürnberg. Im burggräflichen Urbar von 1361/64 sind außer Windsbach folgende Orte aufgelistet (in Klammern die Zahl der Untertansfamilien): Bechhofen (3), Elpersdorf (6), Hängelberg (2), Retzendorf (1), Reutern (1), Suddersdorf (6), Untereschenbach (3) und Wassermungenau (1). In der Rechtsnachfolge der Burggrafschaft Nürnberg wurde es ab 1427 ein Amt des Markgraftums Ansbach.
Das Kastenamt Windsbach hatte nach dem 16-Punkte-Bericht von 1608/16 Untertanen in folgenden Orten: Adelmannsdorf, Aich, Altendettelsau, Aychenmühle, Bechhofen, Beerbach, Bertholdsdorf, Biederbach, Brunn, Buckenmühle, Die Nechste Mühl darunder (bei Mitteleschenbach), Dürrenmungenau, Dürrnhof, Elpersdorf, Eschenbach, Geichsenhof, Geichsenmühle, Gerbersdorf, Gersbach, Haag, Heglau, Hergersbach, Hirschlach, Ismannsdorf, Kapsdorf, Kettersbach, Kirschendorf, Kitschendorf, Lanzendorf, Leipersloh, Mausendorf, Mausenmühle, Melbersmühle, Merkendorf, Mitteleschenbach, Moosbach, Neue Mühle, Neuendettelsau, Neuses bei Windsbach, Neues bei Merkendorf, Petersaurach, Pflugsmühle, Retzendorf, Reutern, Reuth, Sallmannshof, Sauernheim, Schillingsmühle, Schlauersbach, Schwalbenmühle, Selgenstadt, Speckheim, Steinhof, Stollenmühle, Suddersdorf, Triebendorf, Untereschenbach, Veitsaurach, Waizendorf, Wassermungenau, Watzendorf, Weißenbronn, Wernsbach, Winkelhaid, Winterhof, Wolfsau, Wollersdorf und Ziegendorf.
Das Oberamt untergliederte sich in das Kasten- und Stadtvogteiamt Windsbach und den Bürgermeister und den Rat zu Windsbach. 1750 wurde das Oberamt Windsbach durch das 1741 entstandene Oberamt Heilsbronn vergrößert. Dieses bestand aus dem Klosterverwalteramt Heilsbronn, dem Verwalteramt Merkendorf, dem Verwalteramt Waizendorf und dem Pflegamt Nördlingen am Ries.
Zuletzt erstreckte sich die Landesherrschaft (Hochgericht, Niedergericht außerhalb des Etters, Kirchenhoheit, Steuerhoheit u. a.) auf ein Gebiet, das ungefähr dem Landgericht Heilsbronn entsprach. Für das Gebiet, das ungefähr der heutigen politischen Gemeinde Lichtenau entsprach (Ballmannshof, Boxbrunn, Büschelbach, Erlenmühle, Fischbach, Gotzendorf, Gotzenmühle, Herpersdorf, Immeldorf, Malmersdorf, Stritthof, Unterrottmannsdorf, Waltendorf, Wattenbach, Weickershof, Weidenmühle, Zandt, Zandtmühle, außerdem Langenloh, Milmersdorf,  Rutzendorf, Sachsen bei Ansbach, Volkersdorf) übte das Pflegamt Lichtenau der Reichsstadt Nürnberg die Landesherrschaft in vollem Umfang aus. Für Wolframs-Eschenbach hatte das Stadtvogteiamt Eschenbach des Deutschen Ordens die Landesherrschaft. Das Gebiet, das ungefähr dem nördlichen Teil der politischen Gemeinde Heilsbronn entsprach (Betzendorf, Böllingsdorf, Bonnhof, Bürglein, Gottmannsdorf, Höfstetten, zum Teil Ketteldorf, Markttriebendorf, Müncherlbach, Neuhöflein, Weiterndorf, außerdem Hörleinsdorf, Kehlmünz, Münchzell) unterstand dem brandenburg-bayreuthischen Stadtvogteiamt Markt Erlbach. Dort erstreckte sich die Landesherrschaft auf die Dorf- und Gemeindeherrschaft, das Niedergericht außerhalb des Etters sowie die Kirchen- und Steuerhoheit. Das Hochgericht war auf die Festnahme von Straftätern begrenzt, die an das Richteramt Roßtal auszuliefern waren. Die Rittergüter Dürrenmungenau und Neuendettelsau gehörten zum Ritterkanton Altmühl. Die jeweiligen Herren der Rittergüter hatten ähnliche Befugnisse wie sie bei den vorgenannten Orten angegeben sind. Die festgenommenen Straftäter waren an das Kasten- und Stadtvogteiamt Windsbach auszuliefern.
Innerhalb des Oberamtes gab es Orte, in denen die Dorf- und Gemeindeherrschaft Fremdherren ausübten:
- Brunn, Gersbach, Kettersbach, Lanzendorf, Leipersloh, Mitteleschenbach, Neuses, Veitsaurach hatten das Hochstift Eichstätt,
- Triebendorf die Reichsstadt Nürnberg,
- Adelmannsdorf, Biederbach, Gotzendorf, Reutern, Sallmannshof, Waizendorf und Wöltendorf das Stadtvogteiamt Eschenbach als Dorfherren.

Die Dorfherren konnten in Niedergerichtssachen innerhalb des Etters entscheiden. 
In der Grundherrschaft einzelner Anwesen gab es ebenfalls Fremdherren.
Ab 1791/92 wurde das Fürstentum Ansbach vom preußischen Staat als Ansbach-Bayreuth verwaltet. Damit ging das Oberamt Windsbach im Ansbacher Kreis auf.

## Kasten- und Stadtvogteiamt Windsbach
Das Kasten- und Stadtvogteiamt Windsbach übte das Hochgericht über sämtliche Orte des Oberamts Windsbach aus mit Ausnahme des Verwalteramtes Waizendorf und des Pflegamtes Nördlingen.
Es hatte die Dorf- und Gemeindeherrschaft über folgende Orte:
Bechhofen, Bertholdsdorf, Elpersdorf bei Windsbach mit Kugelmühle, Kirschendorf, Moosbach, Neuses bei Windsbach, Retzendorf, Schlauersbach mit Bachmühle, Seitendorf, Suddersdorf, Untereschenbach, Wassermungenau, Watzendorf, Wernsbach, Windsbach, Winkelhaid, Wolfsau mit Hölzleinsmühle.
Das Kasten- und Stadtvogteiamt Windsbach hatte in folgenden Orten Grundherrschaften (in Klammern Anzahl der Anwesen, über die das Kastenamt grundherrliche Ansprüche hatte, dann Gesamtzahl der Anwesen):
- Unmittelbar: Abenberg (1/169), Altendettelsau (2/8), Bechhofen (9/19), Beerbach (2/21), Bertholdsdorf (27/27), Brunn (3/13), Ebersbach (1/12), Elpersdorf (6/22), Haag (2/16), Hergersbach (1/16), Ismannsdorf (1/13), Kirschendorf (1/5), Merkendorf (1/127), Moosbach (5/20), Neuses (1/12), Obersteinbach ob Gmünd (4/24), Retzendorf (2/12), Reutern (1/11), Sauernheim (6/21), Schlauersbach (8/14), Seitendorf (14/14), Selgenstadt (1/14), Suddersdorf (10/17), Untereschenbach (5/21), Wassermungenau (24/49), Watzendorf (2/7), Wernsbach (4/15), Windsbach (153/155), Winkelhaid (4/15), Wolfsau (1/3), Wollersdorf (3/13).
- Mittelbar: Kapellamt Windsbach: Neuses (1/12), Windsbach (1/155); Stadtpfarrei Windsbach: Moosbach (1/20); Kirche Windsbach: Retzendorf (1/12), Veitsaurach (1/25); Kirche Gleizendorf: Wicklesgreuth (1/8); Pfarrei Sachsen b. Ansbach: Kirschendorf (1/5); Spangenpfründe in Bamberg: Speckheim (2/11).

## Bürgermeister und Rat zu Windsbach
Der Bürgermeister und der Rat zu Windsbach hatten in folgenden Orten Grundherrschaften (in Klammern Anzahl der Anwesen, über die Bürgermeister und Rat grundherrliche Ansprüche hatte, dann Gesamtzahl der Anwesen):
- Neuses (1/12), Windsbach (2/155).

## Klosterverwalteramt Heilsbronn
Das Klosterverwalteramtes Heilsbronn hatte die Dorf- und Gemeindeherrschaft über folgende Orte:
Aich, Altendettelsau, Göddeldorf, Großhaslach, Haag, Heilsbronn, Kapsdorf, Ketteldorf, Mausendorf, Petersaurach, Reuth, Trachenhöfstatt, Volkersgau, Wattenbach, Weißenbronn, Weiterndorf, Wicklesgreuth mit Gleizendorf, Ziegendorf.
Das Klosterverwalteramt Heilsbronn hatte in folgenden Orten Grundherrschaften (in Klammern Anzahl der Anwesen, über die das Klosterverwalteramt grundherrliche Ansprüche hatte, dann Gesamtzahl der Anwesen):
- Unmittelbar: Aich (24/25), Altendettelsau (3/8), Bechhofen (3/19), Betzmannsdorf (2/2), Birkenhof (2/2), Breitenlohe (2/15), Büschelbach (4/11), Eyb (1/48), Geichsenhof mit Geichsenmühle (2/2), Gleizendorf (7/7), Großhaslach (46/46), Haag (13/16), Heilsbronn (102/102), Hennenbach (3/20), Hirschbronn (4/12), Immeldorf (1/42), Kapsdorf (2/9), Ketteldorf (19/19), Kleinhabersdorf (1/12), Langenloh (1/8), Malmersdorf (1/12), Mausendorf (13/13), Moosbach (5/20), Neukirchen (1/12), Neuses (4/12), Petersaurach (65/65), Reckersdorf (1/7), Regelsbach (3/21), Reuth (11/11), Rohr (6/52), Rückersdorf (2/6), Suddersdorf (4/17), Thurndorf (5/6), Trachenhöfstatt (3/3), Volkersgau (9/13), Wasserzell (1/17), Wattenbach (10/11), Watzendorf (3/7), Weißenbronn (40/40), Wernsbach (2/15), Wicklesgreuth (3/8), Wollersdorf (10/13), Ziegendorf (5/7).
- Mittelbar: Pfarrei Weißenbronn: Reuth (1/11).

## Verwalteramt Merkendorf
Das Verwalteramt Merkendorf hatte die Dorf- und Gemeindeherrschaft über folgende Orte:
Gerbersdorf, Heglau, Hirschlach, Ismannsdorf, Merkendorf, Ober- und Unterhöhberg, Sauernheim, Selgenstadt, Speckheim.
Das Verwalteramt Merkendorf hatte in folgenden Orten Grundherrschaften (in Klammern Anzahl der Anwesen, über die das Verwalteramt grundherrliche Ansprüche hatte, dann Gesamtzahl der Anwesen):
- Adelmannsdorf (3/11), Beerbach (1/21), Dürrnhof (5/5), Gerbersdorf (8/10), Gotzendorf (2/14), Hauslach (1/14), Heglau (17/17), Hirschlach (21/22), Ismannsdorf (11/13), Merkendorf (126/127), Mitteleschenbach (7/86), Mörlach (2/23), Neuses bei Ornbau (5/12), Sauernheim mit Hopfenmühle (13/21), Selgenstadt (13/14), Speckheim (8/11), Untereschenbach (3/21), Waizendorf (1/13), Wasserzell (2/10), Windsbach (1/155), Winkelhaid (1/15), Wolfartswinden (2/6), Zandt (4/14).